# Lawson Bennett
Lawson Henry Bennett (28 tháng 8 năm 1938 – tháng 1 năm 2011) là một cầu thủ bóng đá người Anh thi đấu ở vị trí tiền vệ chạy cánh phải ở Football League cho Accrington Stanley.